# Mauretania na Letnich Igrzyskach Olimpijskich 2008
Mauretanię na Letnich Igrzyskach Olimpijskich 2008 reprezentowało 2 zawodników. Oboje startowali w lekkoatletyce.
Był to siódmy start reprezentacji Mauretanii na letnich igrzyskach olimpijskich.

## Wyniki reprezentantów Mauretanii

### Lekkoatletyka
Mężczyźni
| Zawodnik               | Konkurencja | Eliminacje | Eliminacje | Półfinał                     | Półfinał                     | Finał                        | Miejsce                      |
| Zawodnik               | Konkurencja | Wynik      | Miejsce    | Wynik                        | Miejsce                      | Wynik                        | Miejsce                      |
| ---------------------- | ----------- | ---------- | ---------- | ---------------------------- | ---------------------------- | ---------------------------- | ---------------------------- |
| Souleymane Ould Chebal | 800m        | 1:57.43    | 57         | Odpadł z dalszej rywalizacji | Odpadł z dalszej rywalizacji | Odpadł z dalszej rywalizacji | Odpadł z dalszej rywalizacji |

Kobiety
| Zawodniczka    | Konkurencja | Eliminacje | Eliminacje | Ćwierćfinał                   | Ćwierćfinał                   | Półfinał                      | Półfinał                      | Finał                         | Miejsce                       |
| Zawodniczka    | Konkurencja | Wynik      | Miejsce    | Wynik                         | Miejsce                       | Wynik                         | Miejsce                       | Wynik                         | Miejsce                       |
| -------------- | ----------- | ---------- | ---------- | ----------------------------- | ----------------------------- | ----------------------------- | ----------------------------- | ----------------------------- | ----------------------------- |
| Bounkou Camara | 100m        | 13.69      | 79         | Odpadła z dalszej rywalizacji | Odpadła z dalszej rywalizacji | Odpadła z dalszej rywalizacji | Odpadła z dalszej rywalizacji | Odpadła z dalszej rywalizacji | Odpadła z dalszej rywalizacji |